# Tómbola (joc d'atzar)

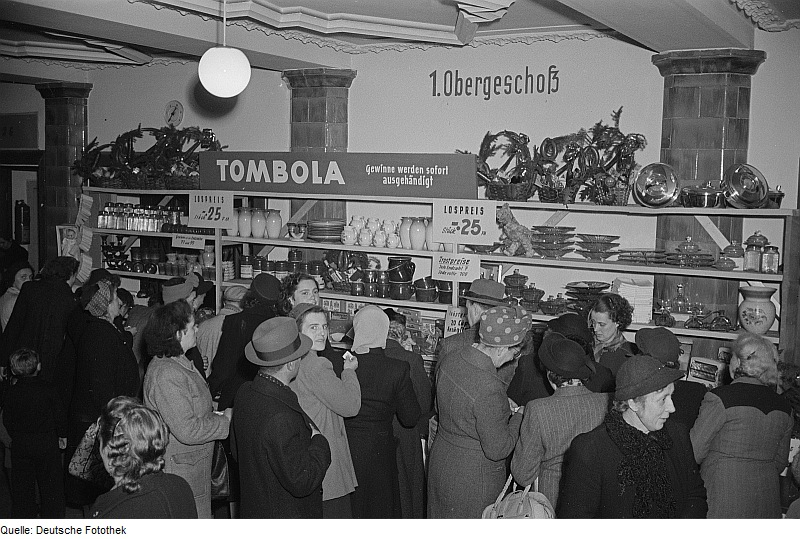
Tómbola a Alemanya l'any 1952

La tómbola és un joc d'atzar popular. Era un dels elements indispensables a les fires d'estiu, junt amb el "Pim Pam Pum", la roda de fira, els cavallets i la xurreria.
El terme tómbola prové de l'Italià "tombolare", donar voltes, que és una derivació del verb "tombare", que significa caure, i es referia a la bola numerada dintre del tambor en el joc de la tómbola.
Tómbola també s'utilitza per designar l'aparador on té lloc el joc i a on s'exposen els premis. Aquests normalment inclouen nines, articles de plàstic, pilotes de platja i altres productes cridaners.